# Уайоминг (окръг, Пенсилвания)
Окръг Уайоминг (на английски: Wyoming County) е окръг в щата Пенсилвания, Съединени американски щати. Площта му е 1049 km², а населението - 27 322 души (2017). Административен център е град Тънканък.